# سیارک ۱۰۵۲۴
سیارک ۱۰۵۲۴ (به انگلیسی: 10524 Maniewski، نامگذاری:1990SZ7) ده هزار و پانصد و بیست و چهارمین سیارک کشف شده‌است که در ۲۲ سپتامبر ۱۹۹۰ کشف شد.
قدر مطلق سیارک برابر ۱۳٫۷۰ است.